# Gmina Wąsosz (Dolnoslezské vojvodství)
Gmina Wąsosz je polská městsko-vesnická gmina v okrese Góra v Dolnoslezském vojvodství. Sídlem gminy je město Wąsosz. V roce 2021 zde žilo 6 998 obyvatel.
Gmina má rozlohu 197,1 km² a zabírá 26,7 % rozlohy okresu. Skládá se z 33 starostenství.

## Části gminy
Starostenství
Baranowice, Bartków, Bełcz Mały, Bełcz Górny, Cieszkowice, Chocieborowice, Czeladź Wielka, Czarnoborsko, Dochowa, Drozdowice Małe, Drozdowice Wielkie, Gola Wąsoska, Górka Wąsoska, Kąkolno, Kowalowo, Kamień Górowski, Lechitów, Lubiel, Ługi, Ostrawa, Płoski, Pobiel, Rudna Mała, Rudna Wielka, Sułów Wielki, Świniary, Wiewierz, Wiklina, Wodniki, Wrząca Śląska, Wrząca Wielka, Zbaków Dolny, Zbaków Górny